# 京都フリーパス
京都フリーパス（きょうとふりーぱす）は、京都市交通局、西日本旅客鉄道（JR西日本）、京阪電気鉄道、阪急電鉄、近畿日本鉄道、叡山電鉄、京福電気鉄道（嵐電）の鉄道7社局（近鉄・嵐電・叡電での発売はなし）と、京都市交通局、西日本ジェイアールバス、京阪バス、京都バス、京阪京都交通、京阪シティバス、阪急バス、ヤサカバスのバス8社局（京都市交通局・西日本ジェイアールバスのみでの発売）が、2010年より2014年まで冬季限定で共同で発行していた一日乗車券である。
なお2015年以降は、本乗車券に代わり「歩くまち・京都レールきっぷ」を期間限定で発売している。

## 概要
京都市交通局・京都バスが発売している「京都観光一日乗車券」（当時、現在の地下鉄・バス一日券）の上位版にあたり、上記の鉄道7社局とバス8社局の指定された路線が1日乗り放題となる。発売額は、大人2.000円・小児1.000円であった。
また、JR西日本（京阪神・滋賀・奈良エリアを除く）及びJR四国（四国旅客鉄道）のみどりの窓口では、本乗車券の2日間乗り放題版に京都駅までの往復の乗車券及び特急券がセットになった「京都観光フリーきっぷ」、「のぞみ＆京都観光フリーきっぷ」を発売していた。

## 乗降フリーエリア
鉄道
- JR西日本 東海道本線（JR京都線・琵琶湖線）:山科駅 - 京都駅 - 桂川駅間、山陰本線（嵯峨野線）:京都駅 - 亀岡駅間、奈良線：京都駅 - 宇治駅間
  - JR西日本の特急列車・急行列車・全車座席指定の普通列車に乗車する場合は別途に特急券や指定席券が必要。嵯峨野観光鉄道や、JR東海（東海旅客鉄道）が運営する東海道新幹線には乗車できない。
- 京都市営地下鉄（京都市交通局）全線
- 京阪電鉄 本線・鴨東線:出町柳駅 - 淀駅間
  - 京阪線内の特急料金・急行料金は不要。宇治線、大津線（京津線、石山坂本線）には乗車できない。
- 阪急電鉄 阪急京都線:河原町駅（当時、現在の京都河原町駅 ）- 洛西口駅間、嵐山線:全線
  - 阪急線内の特急料金・急行料金は不要。
- 近鉄電車 近鉄京都線:京都駅 - 向島駅
  - 近鉄の特急列車に乗車する場合は別途に特別急行券（特急券）が必要、急行料金は不要。
- 嵐電（京福電鉄）全線
- 叡山電鉄 全線（叡山ケーブル、ロープウェイは除く）

バス
- 京都市営バス（京都市交通局）全線（定期観光路線を除く）
- 京都バス 京都市均一制区間路線および、均一制区間外路線のうち、大原・岩倉村松・岩倉実相院・京都産業大学前・大覚寺・清滝・苔寺まで
- 京阪京都交通：京都市内 - 沓掛西口（原・神吉線を除く）
- 京阪シティバス：中書島・淀地域
- 京阪バス 山科・醍醐・中書島地域全線（京都比叡山線、京都比叡平線、ダイレクトエクスプレス直Q京都号、定期観光バスを除く）
- 西日本ジェイアールバス：京都駅 - 栂ノ尾
- 阪急バス 大原野線、洛西ニュータウン線
- ヤサカバス 醍醐コミュニティバスを除く全線
  - 近鉄バス、京都急行バス(プリンセスラインバス)、京都らくなんエクスプレスには乗車できない。または上記の会社であっても高速バスには乗車できない。

## 発売箇所
- 京都市交通局 市バス地下鉄案内所及び定期券発売所（梅津営業所、西賀茂営業所、洛西営業所、横大路営業所を除く）
- JR京都駅のみどりの窓口（JR西日本が管轄する窓口のみで発売。）
- 阪急電鉄 河原町駅（当時）、桂駅ごあんないカウンター
- 京阪電鉄 三条駅インフォステーション
- 西日本JRバス 京都バスチケットセンター
- 京都観光総合案内所「京なび」
- 京都まちなか交通観光案内所